# Fanny (film)
Fanny – amerykański film melodramatyczny z 1961 roku. Adaptacja sztuk scenicznych Marcela Pagnola.

## Fabuła
19-letni Marius, mieszkający w Marsylii, planuje zostać marynarzem. W noc poprzedzającą jego pięcioletni rejs po morzach jego przyjaciółka Fanny (Leslie Caron), nieoczekiwanie wyznaje mu miłość. Marius musi więc wybierać między uczuciem a życiem na morzu, którego zawsze pragnął. Również Fanny musi dokonać wyboru - czy ma prawo niszczyć marzenia Mariusza, by go przy sobie zatrzymać.

## Obsada
- Leslie Caron - Fanny
- Horst Buchholz - Marius
- Maurice Chevalier - Panisse
- Charles Boyer - César
- Georgette Anys - Honorine
- Salvatore Baccaloni - Escartefigue
- Lionel Jeffries - Monsieur Brun
- Raymond Bussieres - admirał